# Rosa obtegens
Rosa obtegens — вид рослин з родини трояндових (Rosaceae).

## Опис
Кущ 50–60 см заввишки, досить гіллястий.

## Поширення
Вид зростає на Північному Кавказі — локальний ендемік Карачаєво-Черкесії.